# كيت أدي
كاثرين أدي (بالإنجليزية: Kate Adie)‏ (من مواليد 19 سبتمبر 1945) صحفية إنجليزية عملت مراسلة الأخبار الرئيسية في بي بي سي نيوز بين عامي 1989 و 2003 ، وخلال ذلك الوقت قدمت تقارير من مناطق الحرب في جميع أنحاء العالم. هي حاليّا تقدم من مراسلتنا الخاصة على راديو بي بي سي 4.

## روابط خارجية
- Personal website
- Kate Adie on the BBC website
- A profile from The Observer that speculates on Adie's professional relationships